# Limnophyes okhotensis
Limnophyes okhotensis är en tvåvingeart som beskrevs av Makarchenko 2003. Limnophyes okhotensis ingår i släktet Limnophyes och familjen fjädermyggor. Inga underarter finns listade i Catalogue of Life.